# Aventuras de Polito y su amigo Paco el Minero
Las Aventuras de Polito y su amigo Paco el Minero es una serie de historietas cómica, creada por José Alcaide Irland en 1937 para la revista "Pelayos".

## Trayectoria editorial
La serie tuvo una azarosa trayectoria editorial, con cambios de nombre y refundiciones. Ya en 1938, pasó a "Flechas y Pelayos" tras la fusión de "Pelayos" y "Flecha". Un año después, aparecían dos cuadernos enteramente dedicados a la serie con el título de Polito y Paco el Minero.
En 1945 se publicó en "Mis Chicas" como Marga, Rafi y el Viejo Minero. Dos años después, Alcaide la refundió con Pituca y su granja (que había creado en 1942 para esta revista femenina) dando lugar a Cosas de Pituca y el Viejo Minero, que todavía en 1957 apareció en "Selecciones de Jaimito".